# Jean-Marie Pallardy
Jean-Marie Pallardy (Alvernia, 16 gennaio 1940 – Clamart, 12 dicembre 2024) è stato un attore, regista e sceneggiatore francese.

## Biografia
Iniziò la sua carriera nel cinema erotico, dirigendo anche film d'azione e thriller. Pallardy, nel suo lavoro, usò svariati pseudonimi: Igor Aptekman, Edward John Francis, Jean M. Pallardy, John M. Pallardy, Jean-Marie Pallody, Boris Pradlais, Boris Pradlay e Boris Pradley. Sotto lo pseudonimo di Igor Aptekman infatti, firmò nel 1986 le sceneggiature di Les frères Pétard, nel 1994 di Un indiano in città (Un indien dans la ville) e nel 1998 Mookie, tutti diretti dal regista Hervé Palud.
Era il fratello maggiore dell'osteopata Pierre Pallardy.

## Filmografia

### Attore, regista e sceneggiatore
- Erotic sex orgasm (Dossier érotique d'un notaire) (1973)
- Le piège (1973)
- I porno giochi (Le journal érotique d'un bûcheron) (1974)
- Porno West (Règlements de femmes à O.Q. Corral) (1974)
- Le calde labbra di Emanuelle (L'amour aux trousses) (1975)
- Le Ricain (1975)
- L'arrière-train sifflera trois fois (1975)
- Sweet love dolce amore (La donneuse) (1976)
- I grossi bestioni (L'amour chez les poids lourds) (1978)
- SuperBestia (Prends-moi de force) (1978)
- Una donna particolare (Une femme spéciale) (1979)
- Amoureuses volcaniques (1979)
- Clitò, petalo del sesso (Le journal érotique d'une Thaïlandaise) (1980)
- Trois filles dans le vent (1981)
- Superporno bordella (Body-body à Bangkok) (1981)
- Vivre pour survivre (1985)
- Overdose (1987)
- Kill for Love (2009)

### Regista
- Tremblements de chair, co-regia di Michel Caputo (1979)
- Emmanuelle à Cannes (1980)
- Fais-m'en plus par-derrière, co-regia di Michael Goritschnig (1986)

### Regista e sceneggiatore
- L'insoddisfatta (L'insatisfaite) (1972)

### Regista e attore
- Soirées privées (1979)
- Pénétrations méditerranéennes (1980)
- The Donor (2001)

### Sceneggiatore
- Les frères Pétard, regia di Hervé Palud (1986)
- La gamine, regia di Hervé Palud (1992)
- Un indiano in città (Un indien dans la ville), regia di Hervé Palud (1994)
- Da giungla a giungla (Jungle 2 Jungle), regia di John Pasquin (1997)
- Aventurier malgré lui, regia di Marc Rivière (1997)
- Mookie, regia di Hervé Palud (1998)
- Albert est méchant, regia di Hervé Palud (2004)

### Attore
- Giochi d'amore alla francese (Les petites saintes y touchent), regia di Michel Lemoine (1974)
- Vicieuses pour hommes seuls, regia di Job Blough (1978)
- Bruce Lee vive ancora (Xiong zhong), regia di Joseph Kong e Bruce Le (1982)
- Y flippe ton vieux, regia di Richard Bigotini e Patrick Milford (1982)
- Foxtrap, regia di Fred Williamson (1986)
- Confidences d'une petite vicieuse très perverse, regia di Michel Caputo (1986)